# مريم هيلي
مريم هيلي هي عالمة اجتماع جزائرية وناشطة في مجال حقوق المرأة والعلمانية. شغلت مناصب قيادية في جماعات حقوق الإنسان ابتداءً من ثمانينيات القرن العشرين.

## النشاط
بجانب التقاليد العائلية النشاطية القوية، تأثرت المشاركة الاجتماعية لمريم هيلي بثورة التحرير الجزائرية والتحديات اللاحقة لحقوق المرأة التي فرضها الأصوليون الدينيون. في ثمانينيات القرن العشرين، تركت منصبها الجامعي في مجال البحث والتدريس في مجال حقوق الإنسان للمساعدة في تأسيس مجموعة "النساء اللواتي يعشن في ظل القوانين الإسلامية" في 1984؛ لتصبح أول منسقة دولية لها.
شاركت مريم هيلي في تأسيس منظمة "العلمانية قضية المرأة" في 2006. تدافع المنظمة عن رفضها السماح بوجود أطر قانونية منفصلة لأشخاص أو مجتمعات دينية محددة، مثل المحاكم التي تستخدم الشريعة الإسلامية، بحجة أن هذه الأنظمة غالبا ما تكون ضارة بحقوق المرأة. تجمع المنظمة أيضًا وتوزع المعلومات حول وضع العلمانيين والملحدين في البلدان التي يشكل المسلمون فيها جزءاً كبيراً من السكان. تدافع المنظمة أيضاً عن العلمانية في أوروبا.

## الاهتمامات الحالية
تهتم مريم هيلي بكيفية استجابة المجتمعات الأوروبية للأصولية الدينية، وكذلك للحركات المعادية للأجانب. بمقارنة الثيوقراطية بالديمقراطية، تزعم مريم هيلي أن أي قواعد مبنية على الدين هي بطبيعتها تفكير معاد للديمقراطية. تضيف المناقشات حول الهجرة إلى أوروبا بعدًا معقدًا، بالنسبة لمريم هيلي: "لسوء الحظ، فإن حزب اليسار الأوروبي واليسار المتطرف، الذين ينبغي أن يكونوا حلفاءنا الطبيعيين، لم يفهموا بعد أنه لا ينبغي لهم أن يلقوا بأنفسهم في أحضان الأصوليين المسلمين من أجل مواجهة أحزاب اليمين المتطرف التقليدية" تعمل أيضًا على الكشف عن تاريخ الإلحاد والنسوية في البلدان التي يتمتع فيها الإسلام بنفوذ كبير.